# Algemeen Veiligheidscomité

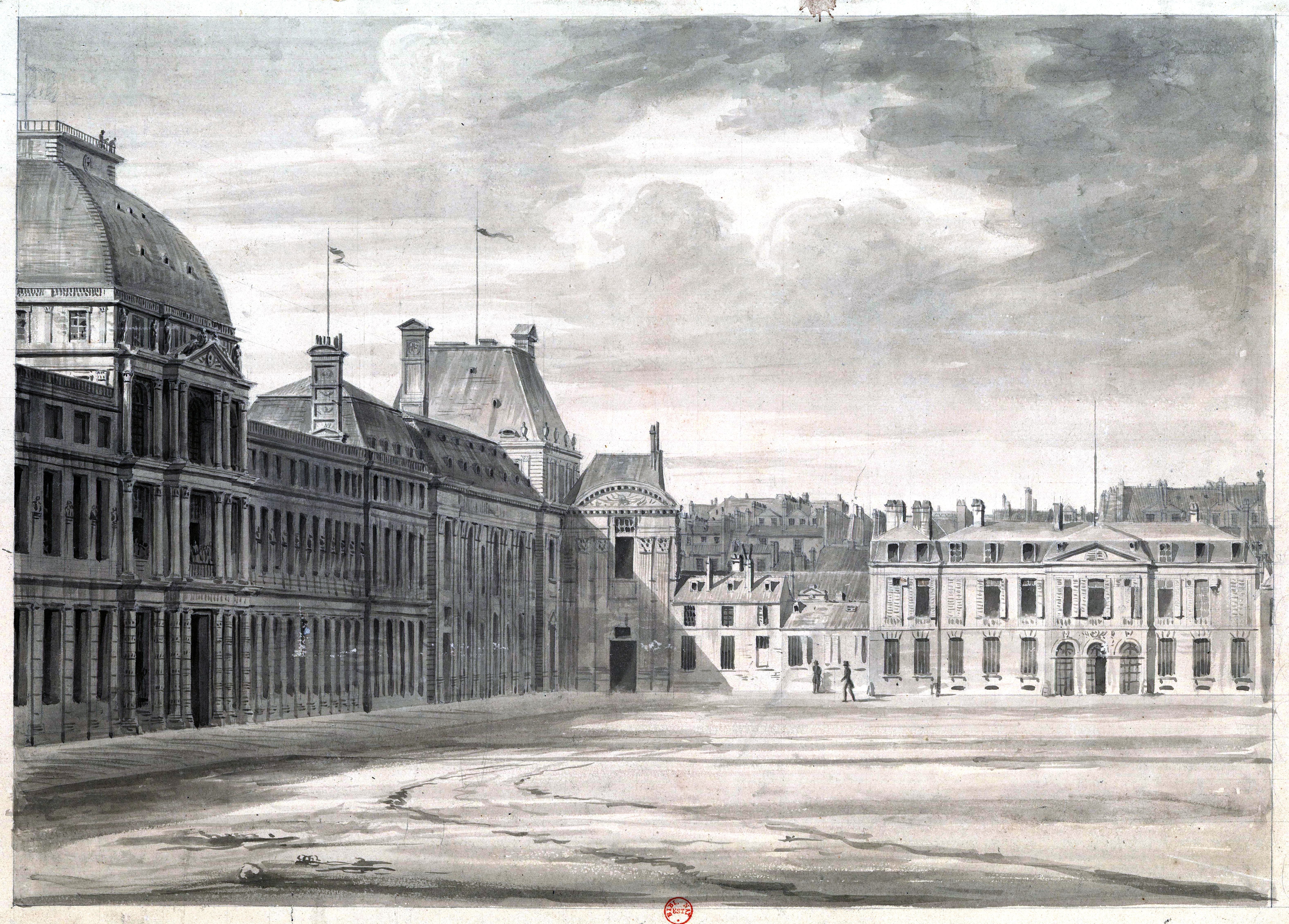
Het Comité de sûreté générale was gevestigd in het Hôtel de Brionne (rechts) naast het Tuilerieënpaleis (links), waar de Conventie zetelde in de Salle des Machines. Voorheen zat de Conventie in de Salle du Manège en was het Veiligheidscomité te vinden in het nabije Feuillantenklooster.

Het Algemeen Veiligheidscomité (Frans: Comité de sûreté générale) was onder de Franse Revolutie van 1792 tot 1795 een uitvoerend orgaan van de Nationale Conventie, dat in essentie tot taak had contrarevolutionaire activiteiten tegen te gaan. Daarvoor beschikte het over uitgebreide politionele en politieke bevoegdheden. Samen met het andere grote regeringscomité, het Comité de salut public, gaf het mee gestalte aan het Schrikbewind. Alles samen hebben er 144 conventieleden in het Algemeen Veiligheidscomité gezeteld.

## Geschiedenis

### 2 oktober 1792 tot 14 september 1793
Toen in het najaar van 1792 de Republiek werd uitgeroepen, vond deze zich in oorlog met een buitenlandse coalitie en belaagd door interne vijanden. In deze context van echte en vermeende samenzweringen richtte de Nationale Conventie per decreet van 2 oktober 1792 het Algemeen Veiligheidscomité op. Het was de opvolger van het Comité de surveillance van de Wetgevende Vergadering, dat zelf voortbouwde op het Comité des recherches van de Nationale Grondwetgevende Vergadering. Het Algemeen Veiligheidscomité kwam op 17 oktober 1792 voor het eerst bijeen. De dertig leden ervan waren door de Conventie verkozen uit haar midden. De helft zou na twee maanden worden vernieuwd, maar dit liet op zich wachten. Aanhoudingsbevelen werden door meerdere personen ondertekend, zonder dat er duidelijke regels over bestonden.
Het Veiligheidscomité werd een instrument van de steeds grimmigere strijd tussen girondijnen en montagnards. De eerste groep won bij de hernieuwing begin 1793 op twee na alle zetels. De tweede groep voelde zich bedreigd door de moord op Lepeletier en vond dat het Veiligheidscomité nalatig was. Op 21 januari profiteerden ze van een slecht bijgewoonde zitting om een inkrimping tot twaalf leden en een hernieuwing door te voeren, die hen de meerderheid opleverde. Verschillende comitéleden vertrokken als vertegenwoordiger op missie en werden vervangen door punctuele verkiezingen.
De machtsstrijd tussen girondijnen en montagnards speelde ook bij de creatie van het Comité de salut public op 6 april 1793 en van de Commissie van Twaalf op 18 mei. Deze laatste zet van de girondijnen lokte de opstand van 31 mei en 2 juni uit, die hun ondergang werd. Het Veiligheidscomité werd nog enkele keren herschikt, om tegen september te stabiliseren rond een vaste kern van twaalf montagnards.

### 14 september 1793 tot 27 juli 1794

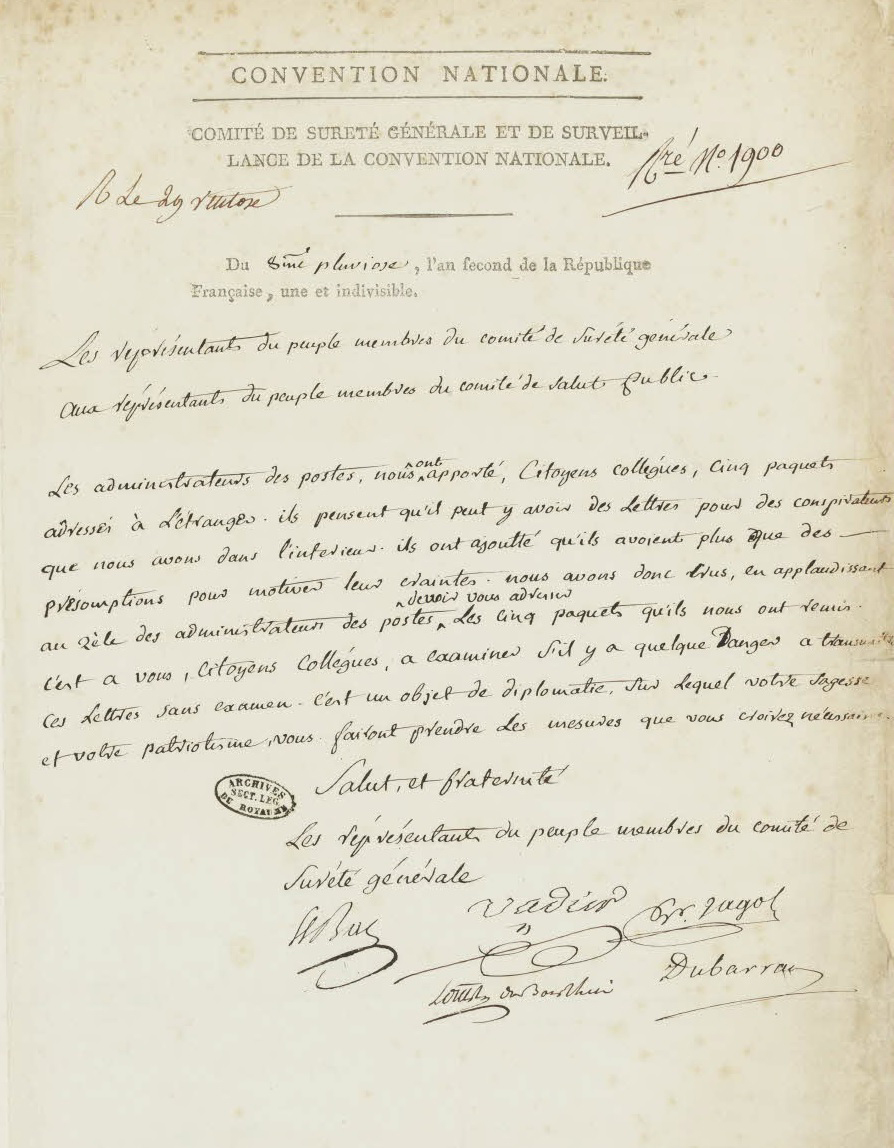
Brief d.d. 27 januari 1794 van het Comité de sûreté générale aan het Comité de salut public

De twaalf leden die op 14 september 1793 in het Veiligheidscomité werden verkozen, werden maand na maand herkozen tot de Thermidoriaanse Reactie:
- Jean Baptiste André Amar
- Moyse Bayle
- Jacques-Louis David
- Jean Nicolas Barbeau du Barran
- Grégoire Jacot
- Elie Lacoste
- Louis Charles de Lavicomterie
- Philippe François Joseph Le Bas
- Jean Antoine Louis (Louis du Bas-Rhin)
- Philippe Rühl
- Marc Alexis Guillaume Vadier
- Jean Henri Voulland

Deze twaalf leden gebruikten het Veiligheidscomité om de terreur mee aan te sturen. Elke avond kwamen ze bijeen en wekelijks bespraken ze de politieke situatie met de leden van het Comité de salut public. Naast opsporingswerk en aanhoudingen bevelen bracht het Veiligheidscomité betichten voor de rechter. Het organiseerde de grote processen voor het Revolutionair tribunaal. Ze vervolgde assignatenvervalsers  en deed aan contraspionage. 
In uitvoering van de Verdachtenwet van 17 september 1793 verzamelde het Veiligheidscomité de lijsten van verdachte personen opgemaakt door de Revolutionaire comités. Arrestatiebevelen moesten worden ondertekend door een meerderheid van de comitéleden, terwijl voor een vrijlating ten minste zes handtekeningen waren vereist. Op 28 juli 1793 bekwam het Comité de salut public ook het recht aanhoudingsbevelen uit te vaardigen. Hoewel de "output" van het Algemeen Veiligheidscomité steeds numeriek groter bleef, uitte zich hierin een rivaliteit die alleen maar zou verscherpen.
In november 1793 splitste het Veiligheidscomité zich in vier regionale afdelingen (Parijs, Noord en Noordoost, Zuidoost, West en Centrum), met telkens drie leden. De wet van 4 december 1793 (14 frimaire jaar II), de revolutionaire regering, hervormde, voerde een centralisering door die bevestigde dat het Algemeen Veiligheidscomité en het Comité de salut public bovenaan de hiërarchie stonden. Ze werden gevoed door een keten van rapporteringen.
Nochtans begon de wederzijdse argwaan sterk toe te nemen. De zuivering van de hébertisten viel slecht bij het Veiligheidscomité, waarvan atheïstische leden als Vadier en Amar zich ook ergerden aan de deïstische Cultus van het Opperwezen die Robespierre doordrukte. Op 16 april 1794 kreeg het Comité de salut public het recht opsporingen en doorverwijzingen naar het Revolutionair tribunaal te verrichten. Ook de wet van 10 juni viel zeer slecht, omdat hij nauwelijks was overlegd en een bureau van algemene politie creëerde, exclusief bemand door Robespierre, Saint-Just en Couthon. Niet zinnens om het slachtoffer te worden van een nieuwe zuiveringsgolf, vroegen waren Voulland, Vadier en Lacoste onder degenen die op de zitting van 9 thermidor de val van de robespierristen bewerkstelligden. Ook in de gewapende strijd nadien tegen de Commune was het Veiligheidscomité betrokken.

### 27 juli 1794 tot 26 oktober 1795
Hoewel de thermidorianen het Schrikbewind volledig in de schoenen van de robespierristen schoven, deden ze niets om het Algemeen Veiligheidscomité te verzwakken. Wel besloten ze op de 29 juli 1794 dat maandelijks een kwart van de haar leden moest worden vernieuwd. Het Veiligheidscomité groeide uit tot het belangrijkste uitvoerende orgaan van de Thermidoriaanse Reactie. Het was pas de grondwet van 26 oktober 1795 die een einde maakte aan de Nationale Conventie en ook aan haar Algemeen Veiligheidscomité. De effectieve afschaffing gebeurde kort daarna op 4 november 1795. Onder het Directoire nam een Ministerie van Algemene Politie de fakkel begin 1796 over. 

## Voetnoten
1. ↑  Cadio 2012, § 6

- Bibliothèque nationale de France: cb12535266m (data)
- International Standard Name Identifier: 0000 0001 2165 9611
- Library of Congress Control Number: no92006273
- Nationale Bibliotheek van Israël: 987007594711205171
- Système universitaire de documentation: 029709431
- Virtual International Authority File: 137148440